# Bingsu
Bingsu (tiếng Hàn Quốc: 빙수), đôi khi được viết là bingsoo, là một món tráng miệng đá bào phổ biến ở Triều Tiên, đặc biệt là vào thời tiết nóng ẩm. Nó có xuất xứ từ món đá bào kakigori (かき氷) của Nhật Bản.
Ban đầu patbingsu được làm từ đá bào và đậu đỏ (pat, 팥) và được bán ở các quán hàng rong. Ngày nay nó đã trở thành một món tráng miệng công phu với kem lạnh, sữa chua đông lạnh, sữa đặc có đường hoặc siro và nhiều loại hoa quả như dâu tây, kiwi, chuối, cũng như bánh tteok, thạch và ngũ cốc.

## Biến thể
Bingsu có nhiều vị khác nhau mà phổ biến hơn cả là trà xanh và cà phê. Mùa hè năm 2007, Starbucks Hàn Quốc đã cho ra mắt một loại frappuccino lấy cảm hứng từ patbingsu.

## Mức độ phổ biến
Patbingsu là một món mùa hè trong thực đơn của hầu hết các nhà hàng đồ ăn nhanh tại Hàn Quốc. KFC, McDonald's, Lotteria, và Burger King thường phục vụ patbingsu từ tháng 5 đến tháng 9. Patbingsu còn rất phổ biến ở các jjimjilbang.
Patbingsu cũng xuất hiện ở các tiệm cà phê tại phố người Hàn của New York, Los Angeles và Atlanta.
Patbingsu xuất hiện nhiều tại Hà Nội và Hồ Chí Minh, chủ yếu theo mô hình nhượng quyền như Okbingsul, brobingsu, snow island hoặc các quán do người Hàn sống tại Việt Nam lập ra.

## Hình ảnh

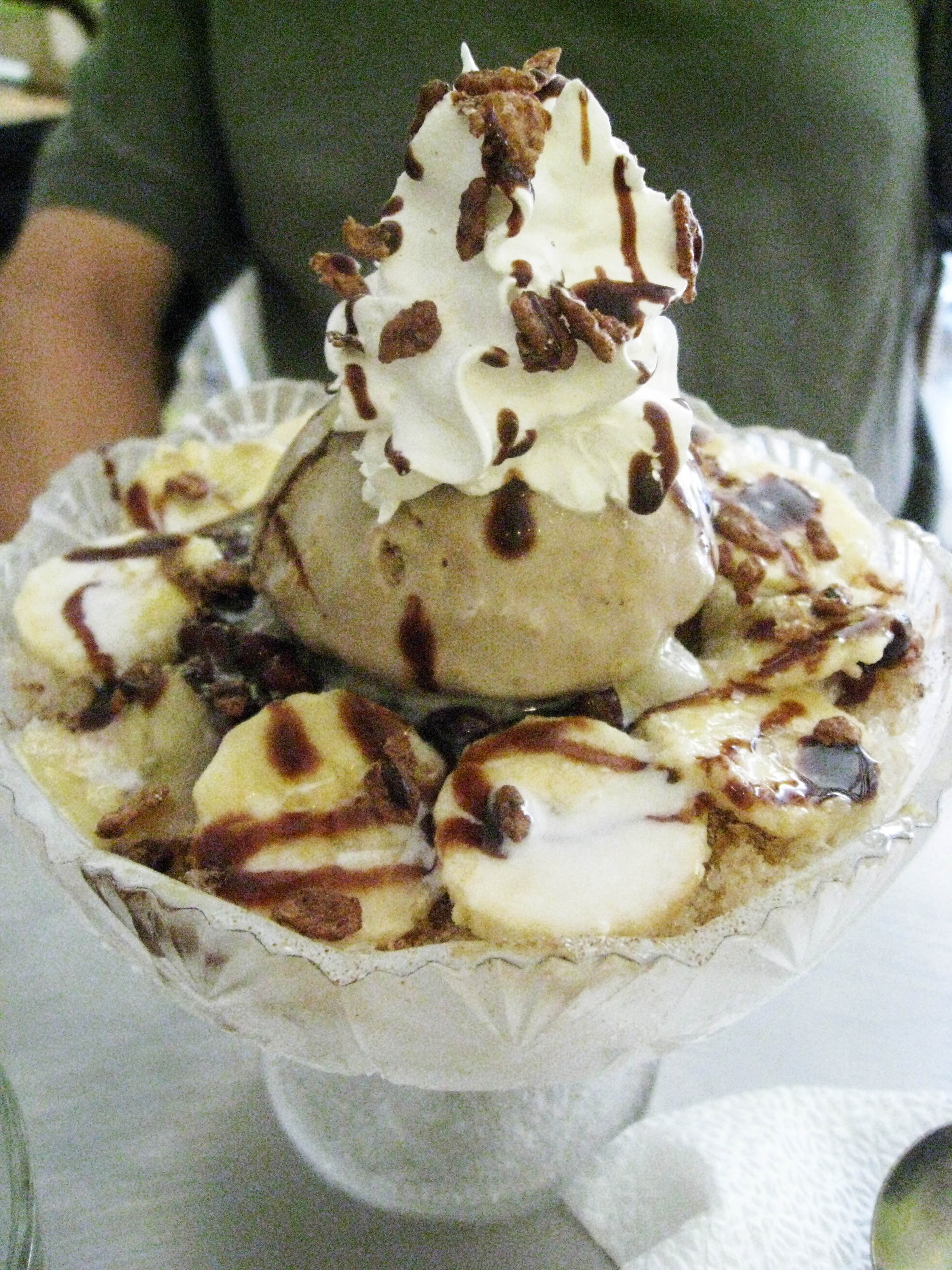
Bingsu cà phê
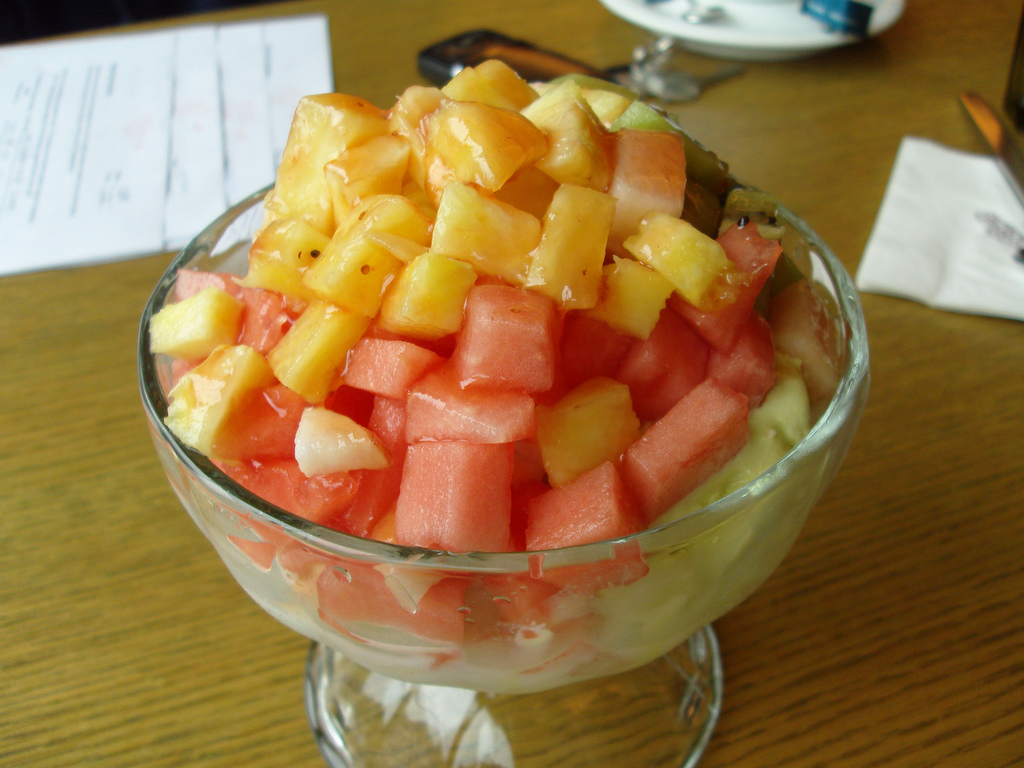
Bingsu hoa quả
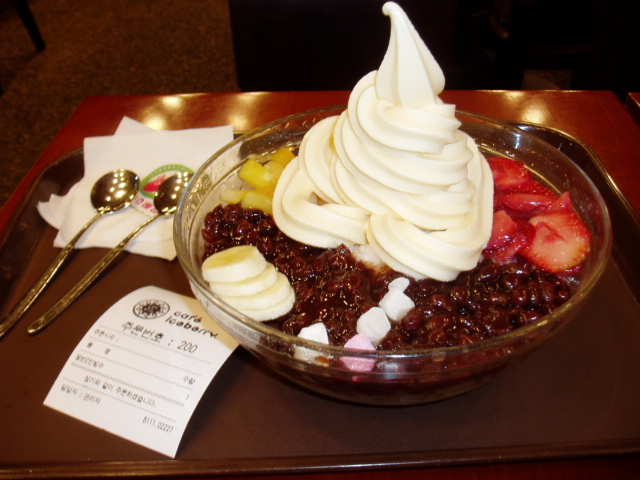
Bingsu kem
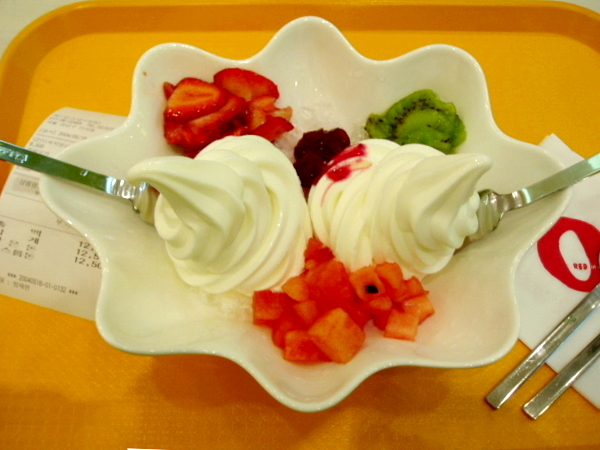
Bingsu sữa chua